# Nádtippan
A nádtippan (Calamagrostis) az egyszikűek (Liliopsida) osztályának perjevirágúak (Poales) rendjébe, ezen belül a perjefélék (Poaceae) családjába tartozó nemzetség.
Egyes rendszerezések az Ammophila nevű növénynemzetséget is nádtippannak tekintik, azonban a legtöbben elvetik ezt.

## Származásuk, előfordulásuk
A nádtippan nevű növénynemzetség majdnem az egész világon előfordul. Texas, Mississippi és Florida államok kivételével az egész észak-amerikai kontinensem megtalálhatóak. Közép-Amerika északi kétharmadában is jelen van. Dél-Amerikában csak Brazília nagy részéről - nem az egészről -, valamint Guyana, Suriname és Francia Guyana területeiről hiányzik. Kubában sem található meg, azonban a szomszédos Hispaniola szigeten már igen. Majdnem az egész Eurázsiában jelen van. Magyarországon a Botanikai Fórum szerint nyolc faja honos. Franciaországból kihalt. Az Arab-félszigeten való jelenléte kétséges. Habár Srí Lankán jelen van ez a fűfélenemzetség, Indiából és Délkelet-Ázsia legnagyobb részéről - Vietnám kivételével - hiányzik. Japánban és a Fülöp-szigeteken is megtalálható; Indonézia csak egyes szigetein lelhető fel. Az ausztrál kontinensen is mindenütt él, kivéve az Északi területet. Új-Zélandon is őshonos. Afrikának csak az északi, keleti és legdélebbi részeit népesítette be. Az ember betelepítette a Falkland-, a Fidzsi- és a Norfolk-szigetekre, valamint Szomáliába.

## Megjelenésük, felépítésük
Száráról párhuzamosan erezett levelek hajtanak (Cserkert).

## Életmódjuk, termőhelyeik
A fajok többsége vizenyős talajon, gyakran lápokban él.

## Felhasználásuk
Szükségből, (fiatal korában vágva) takarmánynak is használják, de inkább almozásra vagy (közönséges nád helyett) tetőfedésre. Dísznövénynek termesztett hibridje: tarkalevelű nádtippan (Calamagrostis x acutiflora) (Schrad.) DC., 1950-ben állította elő Karl Forster.

## Rendszerezés

### Magyarországon honos fajok
- erdei nádtippan (Calamagrostis arundinacea) (L.) Roth — mészkerülő. Hegyvidékek erdeiben él (MNL). A gyűszűvirág – erdei nádtippan növénytársulás (Digitali-Calamagrostietum arundinaceae Sillinger 1933) egyik karakterfaja (Borhidi).
- dárdás nádtippan (Calamagrostis canescens) (Weber) Roth — az egész északi mérsékelt égövben.
- Siska nádtippan (Calamagrostis epigejos) (L.) Roth — nádtermetű; a nedves talajú legelők, rétek káros gyomnövénye az egész északi mérsékelt égövben.
- parti nádtippan (Calamagrostis pseudophragmites) (Haller f.) Koeler
- lápi nádtippan (Calamagrostis stricta) (Timm) Koeler — a nyírségi ősi lápok nevezetes füve. Zsombékoló növény az egész északi mérsékelt égövben.
- tarka nádtippan (Calamagrostis varia) (Schrad.) Host — főleg magas hegyvidékek mészkőszikláin él (MNL). Magyarországon védett; természetvédelmi értéke: 2000 Ft (Greenfo).
- szöszös nádtippan (Calamagrostis villosa) (Chaix) J.F.Gmel. — a havasalji tájak lakója, szilikátos kőzeteken terem (MNL). Egy helyen a Nyírségben is előfordul (Metapedia).